# Renato Baldini
Renato Baldini (* 18. Dezember 1921 in Rom; † 5. Juli 1995 ebenda) war ein italienischer Schauspieler.

## Leben
Baldini gab sein Debüt 1943 im Film Harlem und arbeitete nach dem Zweiten Weltkrieg zunächst für Fotoromanzi. 1949 begann in Cinecittà mit Renato Castellanis Es ist Frühling seine Profi-Karriere, die ihm bis 1983 fast einhundert Rollen einbrachte. Er bewährte sich als flexibler, meist auf gutsituierte vornehme Herren und Amtsinhaber oder treuer älterer Freund des Helden festgelegter, Nebendarsteller quer durch alle Genres. 1950 war mit seiner Hauptrolle in Francesco De Robertis’ Mißbrauch der Liebe ein weiterer früher Höhepunkt seiner Karriere entstanden, die den hochgewachsenen und vornehm erscheinenden Schauspieler gelegentlich auch für das Fernsehen arbeiten ließ. 1964 wirkte er zudem als Nebendarsteller in drei Karl-May-Filmen mit.
Pseudonyme Baldinis waren King MacQueen, Rene Baldwin und Clay Slegger.

## Filmografie (Auswahl)
- 1943: Harlem (Knock-Out!)
- 1949: Es ist Frühling (È primavera)
- 1950: Mißbrauch der Liebe (Il mulatto)
- 1958: … denn keiner ist ohne Sünde (Filles de nuit)
- 1959: Judith – Das Schwert der Rache (Giuditta e Oloferne)
- 1960: Das Schwert von Persien (Ester e il re)
- 1961: Das Mädchen mit dem leichten Gepäck (La ragazza con la valigia)
- 1962: Der goldene Pfeil (La freccia d’oro)
- 1962: Die graue Galeere (Odio mortale)
- 1964: Der Schut
- 1964: Soraya, Sklavin des Orients (Anthar l’invincibile)
- 1964: Unter Geiern
- 1964: Winnetou II
- 1965: Die Todesminen von Canyon City (¡Que viva Carrancho!)
- 1966: 6 Kugeln für Gringo (Dos pistolas gemelas)
- 1966: Der große Coup von Casablanca (L’Homme de Marrakech)
- 1967: Dämonen aus dem All (La morte viene dal pianeta Aytin)
- 1967: Tal der Hoffnung (Clint el solitario)
- 1967: Vier Halleluja für Dynamit-Joe (Joe l'implacabile)
- 1968: Ciccio perdona… io no!
- 1968: Keine Rosen für OSS 117 (Pas de roses pour OSS 117)
- 1968: Die Stunde der Aasgeier (Carogne si nasce)
- 1969: Blonde Köder für den Mörder
- 1969: Sartana – Töten war sein täglich Brot (Sono Sartana, il vostro becchino)
- 1969: Zwei Trottel als Revolverhelden (Franco e Ciccio sul sentiero di guerra)
- 1969: Isabella – Mit blanker Brust und spitzem Degen (Isabella, duchessa dei diavoli)
- 1970: Sartana kommt… (Una nuvola di polvere… un grido di morte… arriva Sartana)
- 1971: Abend ohne Alibi (In nome del popolo italiano)
- 1971: Django – Unerbittlich bis zum Tod (Il mio nome è Mallory… “M” come morte)
- 1972: Beichtet Freunde, Halleluja kommt (Il West ti va stretto, amico… è arrivato Alleluja)
- 1973: …E continuavano a mettere lo diavolo ne lo inferno
- 1973: Hilfe, ich bin Spitz…e! (Rugantino)
- 1974: Dicke Luft in Sacramento (Di Tresette ce n'è uno, tutti gli altri son nessuno)
- 1975: Auge um Auge (La città sconvolta: caccia spietata ai rapitori)
- 1975: Nobody ist der Größte (Un genio, due compari, un pollo)